# Либбесдорф
Либбесдорф (нем. Libbesdorf) — деревня в Германии, в земле Саксония-Анхальт.
Входит в состав общины Остернинбургер-Ланд района Анхальт-Биттерфельд. Население составляет 401 человек (на 31 декабря 2006 года). Занимает площадь 9,29 км².
Впервые упоминается в 1339 году.
Ранее Либбесдорф имела статус общины (коммуны). 1 января 2010 года вместе с рядом других населённых пунктов вошла в состав новой общины Остернинбургер-Ланд.